# Elecciones estatales de Schleswig-Holstein de 1988
Las elecciones estatales de Schleswig-Holstein del 8 de mayo de 1988 fueron unas elecciones anticipadas, debido al estancamiento de los resultados de las elecciones estatales anteriores y también debido al asunto Barschel, escándalo político producido cuando se le acusó al ministro-presidente de fraude y fue misteriosamente asesinado días después.

## Resultados
Hab. inscritos: 2.041.062
Votantes: 1.580.465 (Participación: 77,43 %)
Votos válidos: 1.566.837
| Partido | Partido | Votos   | %     | Mand. directos | Escaños |
| ------- | ------- | ------- | ----- | -------------- | ------- |
|         | SPD     | 857.956 | 54,76 | 44             | 46      |
|         | CDU     | 521.264 | 33,27 |                | 27      |
|         | FDP     | 69.620  | 4,44  |                |         |
|         | GRÜNE   | 44.898  | 2,87  |                |         |
|         | SSW     | 26.643  | 1,70  |                | 1       |
|         | NPD     | 19.154  | 1,22  |                |         |
|         | UWSH    | 12.791  | 0,82  |                |         |
|         | REP     | 8.673   | 0,55  |                |         |
|         | DKP     | 2.253   | 0,14  |                |         |
|         | S-H-P   | 2.245   | 0,14  |                |         |
|         | ÖDP     | 1.170   | 0,07  |                |         |
|         | FSU     | 170     | 0,01  |                |         |
| Total   | Total   | 1566837 |       | 44             | 74      |

El SPD experimentó su mayor éxito hasta la fecha en Schleswig-Holstein, aumentando en 9,6 puntos porcentuales y alcanzando el 54,8 por ciento de los votos, la mayoría absoluta en el Parlamento.
En contraste, la CDU sufrió fuertes pérdidas en una cantidad de 9,3 puntos porcentuales y alcanzó el 33,3 por ciento de los votos, registrando su peor resultado desde 1954.
El FDP en 1987 había regresado con el 5,2 por ciento de los votos al parlamento, pero esta vez fue eliminado nuevamente con un 4,4 por ciento de los votos. Los Verdes, se desplomaron de un 3,9 a un 2,9 por ciento de los votos.
Solo el SSW, libre como partido de la minoría danesa de la cláusula restrictiva, obtuvo el 1,7 por ciento de los votos y un diputado.

## Post-elección
Debido al hecho de que el SPD podía formar un gobierno en mayoría, Björn Engholm fue elegido el 31 de mayo de 1988, siendo el primer ministro socialdemócrata de Schleswig-Holstein desde 1950. La CDU se convirtió después de 38 años en la oposición.